# Рейтер
«Рейтер» (англ. Reuters [ˈrɔɪtəz], вариант передачи названия — Ро́йтерз) — одно из крупнейших в мире международных агентств новостей и финансовой информации, существует с 1851 года.
В 2008 году куплено корпорацией Thomson, которая после этого стала называться Thomson Reuters.

## История
Агентство «Рейтер» основано в 1851 году Полом Джулиусом Рейтером, который открыл первый офис будущего агентства в Лондоне для передачи биржевых новостей в Париж при помощи нового телеграфного кабеля. До этого он использовал для передачи биржевых сводок между Ахеном и Брюсселем почтовых голубей.
Вскоре была создана The Reuter’s Telegram Company. Основу информационных сводок новой компании составили коммерческие новости.
В 1858 году на рассылки компании Рейтера подписалась первая газета — лондонская Morning Advertiser. В дальнейшем к ней присоединились другие печатные издания.
Агентство расширяло охват тем, попадавших в сферу его интересов, и вскоре заработало репутацию самого оперативного новостного агрегатора. В частности, «Рейтер» стало первым, кто сообщил об убийстве Авраама Линкольна и окончании Первой мировой войны. В настоящее время на рассылки «Рейтер» подписаны практически все крупные издания, специализирующиеся на новостях.
25 января 2009 года умерла последняя представительница династии, основавшей агентство «Рейтер», баронесса Маргарет де Рейтер.
В 2015 году агентство запретило своим внештатным фотографам использовать снимки, обработанные из RAW. Фотографы должны использовать только те снимки, которые были изначально сохранены в камерах в формате JPEG.
После занятия администрацией президента США Дональда Трампа враждебной позиции по отношению к СМИ «Рейтер» разослало сотрудникам манифест. В нём, в частности, рекомендуется писать об имеющем значение для жизни людей и предоставлять факты, которые помогут им принимать лучшие решения, а не влезать в ненужные конфликты, не подвергаться запугиванию и не сгущать краски.

## Продукты для финансовых рынков
«Рейтер» (наряду с Bloomberg и Factiva (подразделением Dow Jones) — один из трёх ведущих поставщиков финансовой информации для профессиональных участников финансовых рынков. Основные продукты включают в себя терминалы для доступа к электронным торговым площадкам (Reuters Dealing) и терминалы для получения и анализа финансовой информации (Thomson Reuters Eikon, заменил Reuters 3000 Xtra). Через информационные терминалы можно получить доступ к текущим и историческим ценам практически на всех мировых биржах и многих внебиржевых рынках.
Терминал Reuters 3000 Xtra включает в себя компонент для построения графиков (лицензирован у Metastock) и библиотеку компонентов Microsoft Excel для построения финансовых моделей (PowerPlusPro).
Важным продуктом является новостная лента «Рейтер», которая выходит как на английском, так и на русском языке и доступна через терминалы «Рейтер». На ленте в режиме реального времени выходят новости (такие как объявление о финансовых результатах компаний, данных экономической статистики, политические новости), которые являются значимыми для инвесторов на рынках.

## Продукты для средств массовой информации
Наряду с финансовой информацией «Рейтер» также производит и поставляет материалы для других средств массовой информации на общественно-политические темы. Основные продукты: лента новостей, фото- и видеоматериалы.

## Агентство сегодня
В агентстве работают более 14 000 сотрудников в 91 стране мира, в том числе 2300 журналистов, фотокорреспондентов и видеооператоров. «Рейтер» насчитывает в общей сложности 197 бюро по всему миру.
Основной доход агентство получает не от продажи чисто информационных материалов, а от предоставления профессионалам, работающим в рыночной сфере, важнейшей рыночной информации, аналитических сообщений на тему финансовых и товарных рынков.

## Критика
«Рейтер» обвиняется в антиизраильской позиции, некорректном представлении материалов (редактирование исходных фотографий) при освещении событий во время Второй Ливанской войны (2006) и инцидента с флотилией «Свободу Газе» (2010).
В течение трёх месяцев 2011 года Университетом Рузвельта в США проводилось академическое исследование показавшее, что в 50 опубликованных за этот период статьях были допущены 1100 «этических» ошибок. Исследование завершается выводом о том, что освещение ближневосточного конфликта новостным агентством «Рейтер» базируется на симпатиях к палестинцам.
В конце 1960-х годов власти Великобритании финансировали частное информагентство Reuters, чтобы использовать его возможности для идеологического противостояния с СССР и другими странами. Об этом сообщает Би-би-си со ссылкой на рассекреченные национальным архивом документы департамента информационных исследований (IRD — Information Research Department) британского МИДа.
Согласно им, в 1969 году IRD, созданный в 1948 году для идеологического противодействия советской пропаганде, договорился с Reuters о создании нового подразделения агентства, предназначенного для работы на Ближнем Востоке. Оно должно было заменить полностью подконтрольное IRD агентство, работу которого власти сочли неэффективной, и публиковать на английском и арабском языках новости, которые бы могли использовать в своей работе региональные газеты и вещатели.

## Конкуренты
- Bloomberg
- Dow Jones
- Factiva
- ISI Securities